# 生存遊戲 (射擊運動)
（羅馬化：Survival Game），英語中也称软气枪战（英語：Airsoft），是使用软气枪射擊他人淘汰对方出局来模擬军事冲突战斗的一種团体对抗活動，属于半竞技性現代射击运动。

## 歷史
生存遊戲起源自1970年代的日本。

## 槍枝
生存遊戲使用的槍支廣義上來說都屬於氣槍的範疇之內，但是穿透力和停止作用遠遠弱於普通氣槍（軟氣槍的槍口動能不超過2焦，而真槍最少500焦以上），對人體基本没有任何殺傷力（除非直接擊中暴露的薄弱部位，比如眼睛），因此被稱為“軟式氣槍”。
在中国大陆、澳大利亞等枪支管控较严的国家和地区，任何仿真玩具槍都可能被执法机构定义成是违法的。
软气枪依照操作動力主要分成三種：
- 弹簧枪（spring gun），东京丸井称其为“扣气枪”（日語：エアコッキングガン，羅馬化：e-a kokkin gan，英文air-cocking gun的音译），既俗稱「拉一打一」的「手拉彈簧槍」，使用手动压缩弹簧的模式驱动气泵射击。在中国大陆也称“手拉机”或戏称为“鸡”。
- 電動槍（electric gun，羅馬化：denddo gan），簡稱電槍，為生存遊戲中最被玩家普遍使用的槍種。工作原理和彈簧槍相似，但不是手工操作而是使用電池動力來驅動内置馬達帶動齒輪壓縮彈簧推動氣泵。因為絕大多數電動槍都有自动连发的功能，所以通常也稱為自動電動槍（automatic electric gun，簡稱AEG），在中国大陆也被戏称为“狗”（与英文gun谐音的黑话）。東京丸井為此類槍支的龍頭製造商。另有廠商開發出能模擬後座力的反沖電動槍（electric blowback gun，简称EBB）。
- 气动枪（gas gun，羅馬化：gasu gan），又称瓦斯槍、light-gas gun或gas soft gun，采用释放压缩气体为动力发射弹丸，而不是使用机械的活塞泵。最常见的是反冲气动枪（gas blowback gun，简称GBB），使用通常装在弹匣内的瓶装预压气体（比如丙烷、绿气、HFC-134a和二氧化碳等等），通过一系列阀门将压缩气体释放来喷射弹丸并产生反冲作用造成槍機的覆進動作以便做到循环上弹，並且帶有类似后坐力的反衝力和槍口音爆聲，有限地模擬出了真槍射擊的效果，同時也帶動了擬真玩法的風潮。

另外还有一种高压空气系统（high pressure air system，简称HPA），使用外置的压缩空气罐，用导气管链接在枪内的气动马达上驱动射击。
較常見的槍型有：
- 手枪：由於攜彈量少以及射程有限，一般僅在近身作战中作为副武器使用。
- 霰彈槍：由於射程有限但每次发射弹丸数量多，一般在近战或模擬訓練時使用。
- 冲锋枪：常在近战被作为主武器使用。
- 突击步枪：常在近战和中距离交战中作为主武器使用。
- 機槍：由於生存遊戲的槍枝大多都模擬真槍外型，所以就算是玩具槍也較為笨重，但是因为射速快且攜彈量大，通常作為压制火力支援使用。
- 狙擊步槍：由於射击速度慢、攜彈量少、易受風偏干扰及陣亡判定等問題影響，使用狙擊槍下場的玩家屬於少數，通常作为远距离精准火力支援使用。

## 枪支上的限制
- 各個槍隊對枪支的限速均不同，最常見的限速為100或120米每秒以內（原廠初速）或130米每秒（台灣製造的原廠初速），同時也有較低的70米每秒（CQB較適用）及更高初速限制的槍隊，如140米每秒、160米每秒，甚至限速在法規內無上限。高初速設定花費較高並且容易損壞槍枝，同時在近距離接戰時容易造成受傷。
- 通常對狙擊槍之限速有特別之標準，由於較高的初速及較長且精密的槍管通常能擁有較遠的射程，通常限速為140～200米每秒之間。一般會使用加重彈以提高彈道的穩定性。
- 多數槍隊認為CO2動力槍可能有初速過高問題，因此會禁止CO2槍下場，但仍有不少槍隊開放使用非直壓的CO2槍枝。
- 測定槍口初速時，為了動能換算的方便，通常會規定使用0.20克BB彈作為測量基準，以避免「同速不同重」的狀況出現。

## 彈藥
生存游戏中主要使用的就是软气枪弹（英語：airsoft pellet），是一种非金属材料制作的球形弹丸，最常见的是塑料弹和树脂弹。最常见的弹丸尺寸是6毫米直径，质量变化很多在0.12—0.48克（1.9—7.4格令）之间不等。因为和气枪使用的球形弹丸相似，因此俗称为“BB弹”——虽然严格来说这种称呼其实是错误的。
BB弹细分为许多品种：
- 塑料BB弹：最原始也是最常见，由石油塑料所製。成本非常低，但是因为无法生物降解，会对环境造成塑料污染。
- 環保BB彈：为了解决塑料弹污染环境而发明的替代产品，价格比普通塑料弹较高。通常由树脂或生物可分解塑胶材料所製。适合在室外和其他不易清扫的场地使用。
- 黑色BB彈：为了隐蔽射手位置、防止对方看清弹道的低反光深色弹丸。缺点是射手自己也很难看清弹道，因而无法校正瞄准。
- 曳光BB弹：适合夜间和低光环境下使用的荧光弹，通常与用来照射刺激荧光剂的枪口配具一同使用。
- 漆彈：和真正的漆弹相似，弹丸是空心并且装有少量颜料，可以在击中目标后破裂并释放颜料标记击中点。
- 标记BB弹：和漆弹相似，但是颜料是粉状涂在弹体表面，集中目标后会留下类似于粉笔划过的痕迹。缺点是会在枪管和枪膛内残留粉末，日积月累下来会损坏枪械部件。

此外，游戏场上还经常出现一些辅助性弹药，通常用来模仿手榴弹和枪榴弹。比如：
- 黏液手榴彈
- 音爆手榴彈
- 煙霧彈（香港已禁止使用）

### 槍支使用安全規則
- 在遊戲設定之活動區域內以及遊戲期間永遠帶上護目鏡
- 絕對不要射擊未帶護目鏡的人員
- 永遠將手上的槍「當作」是隨時會擊發的狀態
- 永遠不要將槍口指向非意圖射擊之人員與身體
- 在預備射擊之前，不要將手指放到板機上
- 在射擊之前才打開保險
- 開槍時足夠達到目的即可，不要做過多的射擊
- 永遠瞭解目標的背後是什麼，因為可能是休息區
- 射擊時必須考慮到你所造成的影響，例如子彈可能穿越物體、跳彈、造成物品的損壞與可能對人員造成的傷害
- 對你槍枝射擊所造成的後果永遠保持負責的態度
- 活動結束時立即關上保險
- 不要將遊戲槍枝留下給任何非相關的人員
- 在其擁有者同意前不要操作及使用他人的槍枝
- 在活動前才裝接上電池以及裝上BB彈
- 活動結束時卸下彈匣，擊發剩下的BB彈，卸下電池後才裝袋回家。
- 將遊戲槍枝放在槍袋內運送，避免一般民眾直接看見槍枝，只有在遊戲場合或者特殊展示地點才拿出槍枝
- 即使一切遵守上述規則也非永遠安全，不要相信槍上的保險總是運作正常

### 遊戲方式
- 殊死戰：雙方在場上互相射擊，目標就是消滅對方，最後存留下來的一方為勝利者。
- 攻守戰：通常以多數玩家對上少數玩家防守的據點，攻方必須在一定時間內奪下據點，否則守方獲勝。
- 奪旗戰：雙方於據點各擁有一面旗子，奪得對方旗幟者為贏方，或是場上只有一面旗子，先奪得者為贏方。
- 獵山豬：由一位或少數玩家擔任目標，預先進入設定好範圍的場地藏匿，再由大部分玩家進行搜索的「獵殺行動」。通常擔任山豬的玩家不會直接陣亡，或是享有較多的陣亡次數。玩法類似射擊電玩中的"藍波模式"。
- 夜戰：於夜間摸黑進行戰鬥，或使用戰術燈以及夜視鏡等夜視裝置進行。
- 空降模擬：由抽籤方式進行：依籤上指示到達指定地點取得分隊資料，逐步找出自己的隊伍並且抗擊靠近自己的敵人。
- 近身作战（CQB）模擬：於室內進行，一般模擬攻堅。爆破。垂降等戰術行動，藉以訓練團隊協調與默契以及指揮官之領導能力。
- 重演活動：進行此模式時，通常會有一個明確的主題（如二戰重演活動或南北戰爭重演），參加重演活動的玩家們，也會帶著符合該場戰役的裝備上場，重點並不是為了進行生存遊戲，而是為了重現真實戰役時的氣氛，有些重演活動甚至禁止開槍。
- 任務模擬：先研擬出一套劇本，在場地中設定關卡，如設置標靶、守軍陣地，或需進行特定的任務目標，如搜索、設置（模擬）炸藥、監控設備、建立工事等，參予的隊伍分別或同時進行任務，以過關時效和成果來評斷輸贏，對戰為輔。適合用在難以公平對戰的場地進行遊戲，比起一般對戰更考驗玩家的軍事知能，也減少賴皮造成的的不愉快。
- 拯救模式：陣亡者可透過同隊進行剪刀石頭布來進行復活。
- 一發陣亡：由於現在大家傾向於模擬真實戰場，以一發擊中身體任何部位及陣亡的遊戲模式，且要求玩家切換單發模式，而不像以往連發打到底。這樣可以減少不必要的傷害，也比較不容易起衝突。

## 遊戲流程
- 所有玩家到遊戲場地集合，並整理裝備。
- 由隊長或資深玩家進行開始前說明，會說明遊戲時該注意的事項及禁止使用的裝備等，如有禁區或危險區域，也會於此時清楚說明。
- 依遊戲方式、模式，玩家開始入場並等待遊戲開始。
- 陣亡者先行返回休息區，途中不得對其他玩家開槍，出場後在休息區和同好談天交流也是參與生存活動的樂趣之一。
- 等勝利者出爐，便小歇一會，準備下一場遊戲。

## 裝備

### 必要裝備
- 面罩和護目鏡

由於如果面部在沒有保護的情況下，存在直接遭槍擊中面部而導致失明或面部受傷的危險。故此只要在生存遊戲的場地上，不論是玩家或觀戰者，都必須配帶面罩方可進場。未穿戴者會被禁止入場。而一個合格的面罩必須足以保護整個面部，而且堅韌，並足以抵擋近距離槍擊的功能。
- 软气枪

也被（误）称为“BB槍”（真正的BB枪其实专指发射.177口径金属弹珠的全威力气枪），發射動力主要分弹簧、電動、气动三種，至於會不會對BB槍進行改裝，則看玩家決定，有只打原廠威力的槍隊，相對的，當然也有以無限改裝出名的槍隊。

### 次要裝備
- 迷彩服

雖然並不是必要，不過如果有一套適合的迷彩服，可以幫助玩家在遊戲時更容易隱藏自己，迷彩服的選擇可依個人喜好決定，也有裝扮成特警隊的玩家，使用的是連身工作服。
- 戰術背心

可結合或是裝載作戰必須裝備：如彈匣、急救包、無線電、水壺或是水袋、戰鬥刀等，並能部分裝具結合，以利戰術行動的單兵用裝備。
- 無線電對講機與耳機麥克風

無線電在生存遊戲中，對於即時戰況掌握、團隊協調應變、戰略擬定後是否能有效運作，有著相當關鍵性的作用。此外可以和隊友隔空溝通戰況，對於降低戰鬥恐懼，提升思考力、判斷力與士氣有相當大的幫助，是常被忽略的好處。
一般生存遊戲的主流是VHF頻率（144mHz，俗稱樓下機），功率5瓦的手持機，例如C-150、ADI AF-16。UHF頻率（430mHz，俗稱樓上機）的機體、家用免執照對講機在生存遊戲中的普及率較低。通常一款無線電都有外型相同的VHF/UHF姐妹機，購買時要注意是否為自己所需的頻率，也有VHF/UHF共用的「雙頻」無線電，但是價格略高一些。一般市售的FRS系統14頻無線電（家用免執照機，常成對販售），可與括頻後UHF機通話，若參加之槍隊使用UHF系統，亦不失為一便宜的解決方案。此外各式整合耳機麥克風也是必需品，大多數耳麥會將PTT（發話按鈕）移至胸前或領口以利操作，耳機也不會因為音響曝露自身位置。VHF/UHF無線電的使用是需要業餘無線電執照的，不過管制不是很嚴格，目前許多生存玩家皆為自行私下購置使用。
- 備用彈匣
- 槍背帶

在遊戲中不免要挪出雙手處理其他事物，或是換用備用武器（通常是手槍），此時沒有槍背帶的話就只能將主要武器丟到一旁了。比較常見的有兩點式、三點式和單點式，點是指勾環或穿入槍枝背帶環的受力點數目。兩點式槍背帶接於槍托和準星附近，供大背槍使用。三點式槍背帶也是兩點接於槍上，不過背帶交接成「R」字形可套於軀幹，可將槍托吊掛在肩窩附近以利隨時出槍。單點式槍背帶只有一個環形背袋和一個掛鉤，通常扣在槍托與槍身之間，正確用法是將環帶套在頸部和非慣用手一側，放手之後槍會自然垂到腹前並靠向非慣用側，以利慣用手動作。
- 光學瞄準具

光學瞄具主要有兩大類：瞄准镜和红点镜。瞄准镜供長程、精確射擊使用，通常用於狙擊步槍或精確射手步槍。红点镜是一種藉由特殊曲率的鍍膜鏡片（析光鏡），反射後側LED投影的無倍率瞄具，不論從何種角度觀看，鏡片上的光點投影都會指著槍口所朝的方位，瞄準極為快速便利，且可輕鬆的同時睜開兩眼瞄準，對於可觀察的視野亦有很大幫助，可用於短管戰鬥步槍（卡賓槍）、冲锋枪、手枪。也有一些將兩種瞄具整合的用法，例如HK G36突擊步槍將兩種瞄具上下重疊並立，或者在內紅點後方加裝可快速拆裝、掀翻至側邊的增倍鏡（Magnifer），通常是3倍。近年來出現一些更新穎的設計，直接將瞄準具設計為可調整1倍～數倍，在高倍率模式下如同狙擊鏡，切入1倍（原始景象無放大）時如同內紅點，如Leupold CQ/T、ELCAN SpecterDR等。
- 戰鬥靴、登山靴
- 頭盔
- 護膝、護肘
- 常用工具

十字、一字螺絲起子、1.5～4mm的內六角扳手、星形螺絲起子、電工絕緣膠帶、鑷子、尖嘴鉗、斜口鉗（剪鉗）等。
- 彩色寬膠帶

不同槍隊聯誼，玩家互不熟悉時可在身上貼不同顏色的膠帶來輔助陣營的判別。

### 其他選用裝備
按法律、場地許可，及個人喜愛而可選用的裝備。
- 槍燈
- 背負式水袋
- 雷射標定器
- 手電筒
- 手套
- 夜視鏡
- 槍榴彈發射器

生存遊戲用的槍榴彈發射器可一次發射大量BB彈打擊對手。玩具槍榴彈是將瓦斯灌入彈體中，並在前方裝入數十至上百發的BB彈，裝入發射器之後就可以一次發射。也有發設單發橡膠彈頭的玩具榴彈，發射時更具有真實感，不過威力稍強且不易陣亡判定，但在有陣地、碉堡與車輛的遊戲中就可以約好被橡膠榴彈擊中視同全陣地或全車陣亡。榴彈發射器通常掛載於步槍槍管下方，也有單獨使用的款式。
玩具榴彈在灌入氣體時要注意方向，與氣動BB槍相反，瓶裝瓦斯要由下朝上將瓶中氣態的部份灌入彈體中，因為玩具榴彈擊發的時候會一次將氣體釋放完畢，如果朝下讓氣瓶中壓縮成液態的部份灌入彈體，反而會缺乏足夠的瞬間氣壓去推動BB彈，也浪費更多容量，揮發過程中更可能凍傷榴彈中的橡膠氣密零件。
- 玩具手榴彈

通常是無功能的裝飾品，也有做成BB彈、瓦斯的造型分裝容器者，和可噴灑乾粉、水溶顏料的一次性玩具手榴彈以及氣爆式手榴彈。氣爆式手榴彈是藉由灌入少量壓縮氣體在核心機構中，投擲後氣體會釋出至球體中並撐破一次性的軟塑膠外殼，產生如同爆竹般的響亮的音效，但是不具有破壞力與火災危害性。也有可重複回收、散射BB彈的瓦斯手榴彈，不過尚未普及。
- 橡膠軍刀
- 白旗
- 刀具

刀在生存遊戲中僅用於佩掛裝飾，除具有技術研討成分的野外軍事模擬活動外，一般生存遊戲中使用者應避免破壞場地環境，且不得在遊戲中對人模擬操作。

## 火力破壞力

### 鋁罐與焦耳
相對焦耳，6mm膠BB彈能打穿可口可樂罐的數據如下：
- 1J下,1面不穿；
- 1J左右,1面力；
- 1.2J左右,2面力；
- 1.4J左右，罐底中心點；
- 1.6J左右，穿罐底；
- 1.9J左右，穿罐底邊；

（3J開始，擊中一定硬度物件有可能打碎發射用的膠彈）
- 2.5J左右，穿罐底邊至罐邊出；
- 3.5J左右，穿罐面中；
- 4.5J左右，頂入底出；

（5J開始改用玻璃彈或金屬彈）
- 5J開始用金屬彈可打穿玻璃製品，及造成嚴重破壞或嚴重損毀。

由於打入角度及開火距離各有不同，加上Coke Cola鋁罐可能因溫度或本身質量而不一樣。因此，數據應以「焦耳測量機」的個人多次性測試作為基準，他人的測試報告不一定跟自己的測試結果一樣。

### 改件與力量
改裝威力需要彈弓，以PDI電槍彈弓為例：
- 一面罐，即用了PDI的90%
- 二面罐，即用了PDI的120%或150%
- 罐底，即用了PDI的170%
- 底邊，即用了PDI的190%

當然，以單向拍頭及密氣程度、大氣量組件也是破壞力的來源。

## 法律與局限
在日本、台灣及香港等地生存遊戲屬合法行為，並且有相關的器械法規管理。
- 日本的規定較為嚴格，發射BB彈的氣槍，規定威力要低於0.989焦耳（市面玩具槍火力多為0.8至0.95J），而且氣槍的金屬部件有嚴格規定。
- 香港市民可以擁有威力少於2焦耳的BB彈槍的三種產權，即普通人可以使用及擁有2J下的槍械。
- 台灣的規定為威力小於20焦耳 / 平方公分（於6mmBB彈動能5.7焦耳）都是合法的。一般玩家會採用3焦耳內的氣槍進行遊戲。
- 中國大陆嚴格規定，所發射金屬彈丸或其他物質的槍口比動只能小於1.8焦耳/平方釐米（不含本數）、不得大於0.16焦耳/平方釐米，而且氣槍的外形特徵、外形也有嚴格的限制。[5]大陸的wargame玩家多用水彈發射器來進行對戰。另外，在中国大陆地区，气动发射器属于违法枪支，民间一般不允许私人持有，而且不能带入场地游玩。
- 澳大利亞也有極為嚴格的規定，除了南澳州和昆士蘭州可以合法購買遊玩水彈發射器以外（現已需要考取火器持有資格證才可合法持有水彈發射器），其余州嚴格禁止軟氣槍和水彈發射器。

不過，有很多地方有用槍傷人的法律處理。如香港，儘管用戶的槍械是合法水平，即使於Wargame場內，只要導致他人、動物或他人財產上有傷害，亦可構成犯法的要件。
現就有法律可處理氣槍問題的地方而言，還是有意見要求加強立法及執法。